# Krucjaty Billy’ego Grahama we Francji

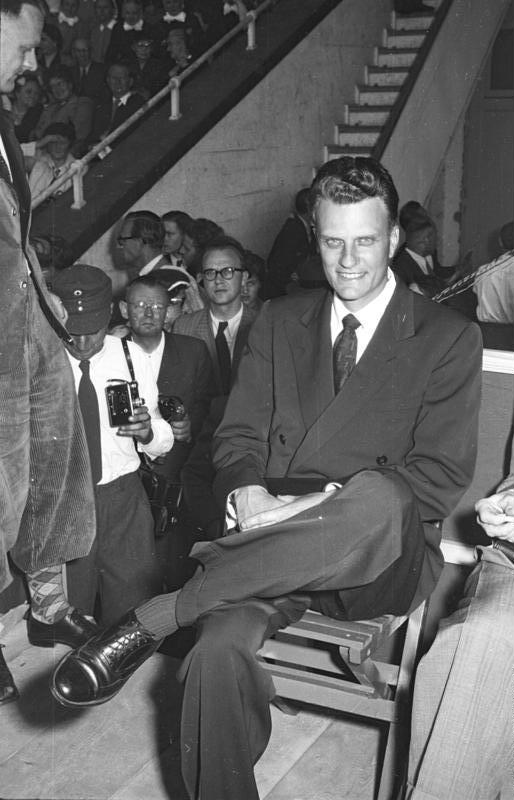
Graham w 1954

Krucjaty Billy’ego Grahama we Francji – kampanie ewangelizacyjne amerykańskiego ewangelisty Billy’ego Grahama we Francji. Francja była jednym z częściej odwiedzanych przez Grahama krajem Europy Zachodniej. Pierwsza kampania odbyła się w 1955 roku, następne w latach 1963 i 1986. Podczas ostatniej wizyty zgromadziło się ponad sto tysięcy ludzi. Nazywany był zarówno „czarującym kaznodzieją”, jak i „fundamentalistycznym eksportem”, porównywano go z papieżem Janem Pawłem II.

## Amerykański protestantyzm a Francja
Amerykański protestantyzm przejawiał zainteresowanie Francją od początku XIX wieku. Kraj ten jawił się jako wielki cel dla amerykańskich ewangelistów. Adoniram Judson, jeden z pierwszych baptystycznych działaczy we Francji, w 1832 roku ocenił, że zewangelizowana Francja będzie oddziaływać na wszystkie klasy inteligencji w Europie. Nawrócenie Francji postrzegane było w Ameryce jako pokonanie ateizmu na jego własnym gruncie. Po II wojnie światowej nawróceniem Francji z ateizmu zainteresowany był amerykański prezydent Eisenhower i inni politycy amerykańscy w czasach zimnej wojny. Był to dla nich cel bardziej polityczny niż religijny, ponieważ ateizm postrzegany był w Ameryce jako pierwszy krok w stronę komunizmu. Nawrócenie Francji z ateizmu jawiło się dla amerykańskich polityków jako nawrócenie od fascynacji komunizmem.
Celem Billy’ego Grahama było dotarcie do ludzi niewierzących. Francja była jednym z większych i zarazem najbardziej zsekularyzowanych krajów Europy Zachodniej. Czyniło to ją jednym z pierwszych celów dla amerykańskiego ewangelisty na kontynencie europejskim.

## Krucjaty Grahama
Po raz pierwszy odwiedził Francję w 1954 roku. Była to krótka wizyta podczas podróży po Europie, podjęta po zakończeniu krucjaty w Londynie. W ramach podróży po Europie odwiedził: Glasgow, Helsinki, Sztokholm, Kopenhagę, Amsterdam, Frankfurt, Düsseldorf, Berlin i Paryż. Do Paryża przybył 30 czerwca, nie przeprowadził tu żadnego otwartego spotkania, spotkał się jedynie w Palais de Chaillot z dwoma tysiącami siedmiuset francuskojęzycznymi pastorami i protestanckimi liderami z Francji, Belgii oraz Szwajcarii.
W następnym roku przeprowadził pierwszą wielką kampanię ewangelizacyjną we Francji. Odbyła się ona w hali sportowej Vélodrome d'Hiver, 5-9 czerwca. Cieszyła się zainteresowaniem ze strony mediów.
12-26 maja 1963 roku przeprowadził kolejną kampanię ewangelizacyjną, każdego dnia w innym mieście: Montauban, Douai, Paryż, Nancy, Tuluza, Lyon, Miluza. Według szacunków ekipy Grahama w tej kampanii uczestniczyło sześćdziesiąt tysięcy ludzi.
Największa kampania miała miejsce w roku 1986, odbyła się 20-27 września. Przygotowania do niej trwały od 1983 roku. Przybyło ponad sto tysięcy słuchaczy, ponadto w 31 miejscach Francji zgromadziło się około kolejnych dwustu tysięcy, by słuchać amerykańskiego ewangelisty dzięki przekazom satelitarnym. Podczas tej wizyty Billy Graham spotkał się z prezydentem Mitterandem.
Oprócz tego, do krucjat przeprowadzanych przez Grahama we Francji można doliczyć krucjatę globalną z 1995 roku, przeprowadzaną za wykorzystaniem łączy satelitarnych.
Billy Graham w swojej biografii „Taki, jaki jestem” poświęca niewiele uwagi Francji, co może świadczyć, że Francja nie odgrywała ważnej roli w jego misyjnych planach. Francuski historyk, Sebastien Fath, specjalista od ewangelikalnego protestantyzmu, twierdzi jednak że Francja odgrywała ważniejszą rolę niż wskazuje na to biografia Grahama.

## Oceny

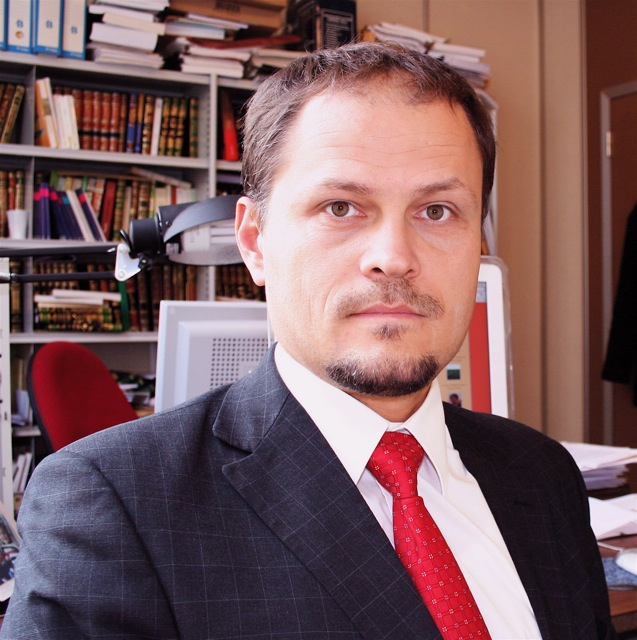
Sébastien Fath, specjalista od historii ewangelikalnego protestantyzmu we Francji, autor kilku prac na temat Grahama

We francuskiej prasie Grahama nazywano „głoszącym chłopcem”, „czarującym kaznodzieją”, „ewangelikalnym stachanowcem”, „fundamentalistycznym eksportem”.
W 1954 roku francuski dziennikarz Marcel Cheminade ocenił, że Graham jest prawdziwym amerykańskim idolem, bardziej popularnym niż Rudolf Valentino bądź Frank Sinatra. Henri Fesquet na łamach „Le Monde” w 1955 roku napisał, że Graham ma „ducha adaptacji” i pochwalił francuskich protestantów za zaproszenie go do Francji.
André Wurmser na łamach komunistycznego „L’Humanité” jeszcze przed rozpoczęciem pierwszej krucjaty we Francji napisał, że mamy do czynienia z zagranicznym przedsięwzięciem, które nawet nie ukrywa, że jest polityczną agendą. Następca Barnuma manipuluje ludzkimi uczuciami, aby zapewnić bezpieczeństwo dla amerykańskich kapitalistów. Jego zdaniem inspiratorem krucjat był senator McCarthy.
Najbardziej krytyczną ocenę Grahama dał francuski pisarz i filozof, Roland Barthes, w roku 1957. Zarzucił mu, że Bóg którego głosi nie ma nic wspólnego z tomizmem. Barthes argumentował, że w historii zachodniego chrześcijaństwa, zarówno katolicyzmu jak i protestantyzmu, wielką rolę zawsze odgrywał arystotelizm. Graham z tym zerwał, postawił na magię słowa i muzyczną oprawę. W jego kazaniach nie ma też perswazji, zastąpiona została przez sugestię. W usłudze Grahama przewijają się trzy wielkie fazy każdej religijnej akcji: oczekiwanie, sugestia i inicjacja. Wypowiada bardzo proste tautologiczne stwierdzenia, w stylu „Bóg jest Bogiem”. Jeżeli Bóg rzeczywiście przemawia przez usta Grahama, to jest głupim Bogiem. Jego zdaniem kampanie Billy’ego Grahama we Francji po części są wynikiem makkartystycznego epizodu w USA. Zarzucał też, że przybył do Francji za namową prezydenta Eisenhowera.
Francuscy protestanci na ogół pozytywnie oceniali krucjaty Grahama, jednak ze środowiska ewangelikalnego wyszło kilka krytycznych ocen zarzucających mu nadmierny ekumenizm. Pozytywne oceny wyszły ze środowiska katolickiego, ze strony takich osób jak historyk Daniel Rops. Jednak w 1963 roku nie wszystkie głosy ze strony katolickiej były tak pozytywne jak Ropsa. Część twierdziła, że katolicy nie powinni uczestniczyć w krucjatach Grahama. 
W roku 1986 reakcje były o wiele cieplejsze, nazywano go ewangelikalnym papieżem i porównywano z Janem Pawłem II. Centrowy dziennik „France Soir” 22 września 1986 roku ocenił, że wraz z Janem Pawłem II Graham jest jednym z największych kaznodziejów współczesnego świata. Kampania z roku 1986 najbardziej krytycznie oceniona została na łamach centrolewicowego „Le Monde”. Dziennikarz Henry Tincq napisał: „Moja rada jest taka: Wracaj do Ameryki i zapomnij o twoich planach dla Francji”.
Sebastien Fath, zauważył, że w 1945 roku ewangelikalni protestanci liczyli około pięćdziesiąt tysięcy wyznawców, natomiast 60 lat później – czterysta tysięcy. Jego zdaniem jest to w znacznej mierze zasługa Grahama. Krucjaty Grahama ujawniły, że Kościół katolicki nie jest już przeciwnikiem dla ewangelikalnego chrześcijaństwa. Ujawniły również, że nie istnieje już tradycyjny front pomiędzy katolicyzmem a protestantyzmem. Krytyczne głosy wobec Grahama tłumaczył kulturowym antyamerykanizmem (w większym stopniu dało to znać w krajach skandynawskich).